# Belavići (żupania istryjska)
Belavići – wieś w Chorwacji, w żupanii istryjskiej, w gminie Marčana. W 2011 roku liczyła 37 mieszkańców.